# Elezioni comunali in Umbria del 2007
Le elezioni comunali in Umbria del 2007 si sono tenute il 27 e 28 maggio (con ballottaggio il 10 e 11 giugno).

## Perugia

### Todi
| Candidati                            | Candidati                    | II turno             | II turno          | I turno | I turno | Liste                       | Voti   | %     | Seggi |
| Candidati                            | Candidati                    | Voti                 | %                 | Voti    | %       | Liste                       | Voti   | %     | Seggi |
| ------------------------------------ | ---------------------------- | -------------------- | ----------------- | ------- | ------- | --------------------------- | ------ | ----- | ----- |
|                                      | Antonino Ruggiano ✔️ Sindaco | 6 413                | 58,59             | 5 472   | 49,96   | Alleanza Nazionale          | 1 774  | 17,33 | 4     |
| Forza Italia                         | Antonino Ruggiano ✔️ Sindaco | 6 413                | 58,59             | 5 472   | 49,96   | 1 384                       | 13,52  | 3     |       |
| Unione di Centro                     | Antonino Ruggiano ✔️ Sindaco | 6 413                | 58,59             | 5 472   | 49,96   | 698                         | 6,82   | 1     |       |
| Movimento Sociale Fiamma Tricolore   | Antonino Ruggiano ✔️ Sindaco | 6 413                | 58,59             | 5 472   | 49,96   | 648                         | 6,33   | 1     |       |
|                                      | Alessandro Servoli           | 4 533                | 41,41             | 5 108   | 46,64   | L'Ulivo                     | 3 256  | 31,80 | 7     |
| SDI - UDEUR                          | Alessandro Servoli           | 4 533                | 41,41             | 5 108   | 46,64   | 1 206                       | 11,78  | 2     |       |
| Partito della Rifondazione Comunista | Alessandro Servoli           | 4 533                | 41,41             | 5 108   | 46,64   | 493                         | 4,81   | 1     |       |
| Sviluppo per Todi                    | Alessandro Servoli           | 4 533                | 41,41             | 5 108   | 46,64   | 365                         | 3,56   | –     |       |
| Partito dei Comunisti Italiani       | Alessandro Servoli           | 4 533                | 41,41             | 5 108   | 46,64   | 89                          | 0,87   | –     |       |
| Seggio di coalizione                 | Seggio di coalizione         | Seggio di coalizione | 41,41             | 5 108   | 46,64   | 1                           |        |       |       |
|                                      | Maurizio Giannini            | Maurizio Giannini    | Maurizio Giannini | 273     | 2,49    | Italia dei Valori           | 225    | 2,20  | –     |
|                                      | Alvise Pazzaglia             | Alvise Pazzaglia     | Alvise Pazzaglia  | 99      | 0,90    | Insieme per Cambiare - MCLT | 101    | 0,99  | –     |
| Totale                               | Totale                       | 10 946               | 100               | 10 952  | 100     |                             | 10 239 | 100   | 20    |
|                                      |                              |                      |                   |         |         |                             |        |       |       |
| Fonte: Ministero dell'interno        |                              |                      |                   |         |         |                             |        |       |       |

## Terni

### Narni
|                                       | Stefano Bigaroni ✔️ Sindaco | 7 839                | 62,86 | L'Ulivo                              | 5 021  | 42,38 | 9  |  |  |
| Socialisti Democratici Italiani       | Stefano Bigaroni ✔️ Sindaco | 7 839                | 62,86 | 1 254                                | 10,58  | 2     |    |  |  |
| Partito dei Comunisti Italiani        | Stefano Bigaroni ✔️ Sindaco | 7 839                | 62,86 | 562                                  | 4,74   | 1     |    |  |  |
| Moderati per Narni                    | Stefano Bigaroni ✔️ Sindaco | 7 839                | 62,86 | 539                                  | 4,55   | 1     |    |  |  |
| Italia dei Valori                     | Stefano Bigaroni ✔️ Sindaco | 7 839                | 62,86 | 191                                  | 1,61   | –     |    |  |  |
| Federazione dei Verdi                 | Stefano Bigaroni ✔️ Sindaco | 7 839                | 62,86 | 82                                   | 0,69   | –     |    |  |  |
|                                       | Gabriele Schiavoni          | 3 351                | 26,87 | Forza Italia                         | 1 431  | 12,08 | 2  |  |  |
| Alleanza Nazionale                    | Gabriele Schiavoni          | 3 351                | 26,87 | 1 183                                | 9,98   | 2     |    |  |  |
| Unione di Centro                      | Gabriele Schiavoni          | 3 351                | 26,87 | 388                                  | 3,27   | –     |    |  |  |
| Democrazia Cristiana per le Autonomie | Gabriele Schiavoni          | 3 351                | 26,87 | 99                                   | 0,84   | –     |    |  |  |
| Seggio di coalizione                  | Seggio di coalizione        | Seggio di coalizione | 26,87 | 1                                    |        |       |    |  |  |
|                                       | Mario Persio                | 1 281                | 10,27 | Partito della Rifondazione Comunista | 628    | 5,30  | 1  |  |  |
| Uniti per Narni                       | Mario Persio                | 1 281                | 10,27 | 470                                  | 3,97   | –     |    |  |  |
| Seggio di coalizione                  | Seggio di coalizione        | Seggio di coalizione | 10,27 | 1                                    |        |       |    |  |  |
| Totale                                | Totale                      | 12 471               | 100   |                                      | 11 848 | 100   | 20 |  |  |
|                                       |                             |                      |       |                                      |        |       |    |  |  |
| Fonte: Ministero dell'interno         |                             |                      |       |                                      |        |       |    |  |  |